# Beau Burchell
Beau Burchell es un músico y productor estadounidense nacido el 17 de diciembre de 1978 en Orange County, CA. Es guitarrista de Saosin, banda la cual fundó en el año 2003 y ha producido sus discos. Ha producido muchos discos para diversos artistas, entre ellos Saosin, From First to Last, Underoath, Drop Dead, Gorgeous. Su carrera como productor comenzó el año 1997 y como músico el año 2003.

## Discografía
- Saosin (2006)
- In Search of Solid Ground (2009)

- Datos: Q4877349
- Multimedia: Beau Burchell / Q4877349